# نرمين يلدرم
نرمين يلدرم (بالتركية: Nermin Yıldırım)‏ (ولدت 1980)، أديبة وكاتبة تركية.

## حياتها
في عام 2002 تخرجت من قسم صحافة من الجامعة الأناضولية لعلوم الاتصال، وقد أنشأت مجلة نسائية مختصة باسم قلم النسوان خلال سنوات دراستها الجامعية. وقد عملت بعد تخرجها في العديد من الجرائد والمجلات كصحفية ومحررة وكاتبة عمود، وعملت في وكالة إعلانات ككاتبة إعلانات. واشتركت في مشروع الأدب العالمي مثل مشروع الترام وقامت بأنشطة مشتركة مع كتاب الدول المختلفة. كانت أول كاتبة تركية تدعى لدائره الثقافيه الكلونيه. وقد قضت شتاء 2013 في كلونيا في ضمن المشروع الذي استضاف الفنانين العالمين المختلفين. كانت يلدرم_التي كانت ضيف في الكثير من المهرجانات الادبيه العالميه والتي ترجمت رويات إلى لغات اجنبيه_تعيش في استانبول وبرشلونة. ومنذ ديسمبر 2013 وهي تكتب قصصا في العمود المسمى بالخطوط الخارجية في مجلة أوت، وهس عضو في جمعية نادي القلم الدولي

## مسيرتها
وعادة ماكانت روايات نرمين يلدرم مبنيه على الذاكرة الشخصية والاجتماعية. وفي رواية لاتنسانى تحكى حكايه منتصف القرن الماضى في تركيا عن طريق حكايه الشخصية السورية التي سمعت في التليفون لأول مره صوت أمها بعد سنوات. وأما في محور حكايه أحلام لا تقال ففيها تاريخ العائلة.
في رواية خريطة الحدائق المخفية كتبت العملية التي وقعت من عام 1930 وحتى عام 1960 ودعى لمتابعة خريطة أزمة القرن ال20 وحركه الرسائل الغامضة التي وصلت حتى يومنا هذا وأيضا أصحاب الرسائل. أما في رواية لا تنسى الدروس التي نشرت في عام 2015 فقد حررت مغامرة تحتوى على مراجع نفسيه حول تقلبات العقل والخيال. وقد كتبت يلدرم روايتها بناء على فكر تشابه المناخ الروحي للأفراد مع المناخ الروحي للزمان والجغرافية.

## رواياتها:
- لا تنسى الدرس (2015، كتاب دوغان، ISBN 978-605-09-2536-4 [التركية])
- خريطة الحدائق الخفية (2013، كتاب دوغان، ISBN 978-605-09-1676-8 [التركية])
- أحلام لا تقال (2012، كتاب دوغان، ISBN 978-605-09-0559-5 [التركية])
- لا تنسانى (2011، كتاب دوغان، ISBN 978-605-09-0012-5 [التركية])

## روابط خارجية
- الموقع الرسمي لنرمين يلدرم
- صفحه الكاتب في كتاب دوغان
- الرواية الجديده لنرمين يلدرم:«تذكر الدرس» -الجمهورية
- تذكر قبل أن تنسى...-افرنسال
- قسم من روايه تذكر الدرس الرواية الجديده لنرمين يلدرم -اركا قاباق
- عمر تركش-مجله الفكر الثابت-العائشون مع الألعاب
- رسائل مانشستر
- من نرمين يلدرم«خريطه الحدائق الخفيه»- كتاب الجمهورية-28 نوفمبر 2013